# Chyliza crusculata
Chyliza crusculata är en tvåvingeart som beskrevs av Verbeke 1952. Chyliza crusculata ingår i släktet Chyliza och familjen rotflugor.
Artens utbredningsområde är Rwanda. Inga underarter finns listade i Catalogue of Life.